# 霍蘭 (明尼蘇達州)
霍蘭（英語：Holland）是一個位於美國明尼蘇達州派普斯通縣的城市。

## 歷史
霍蘭於1879年成立，因大部份定居者皆來自荷蘭而得名。翌年設立營運至今的郵局，1898年升格為城市。

## 人口
根據2020年美國人口普查的數據，霍蘭的面積為2.35平方千米，皆為陸地。當地共有人口178人，而人口密度為每平方千米76人。